# Пушкин, Анисим Михайлович
Анисим Михайлович Пушкин (28 февраля 1921, Архангельск — 7 сентября 2012, Архангельск) — советский игрок в хоккей с мячом и с шайбой, нападающий и полузащитник, тренер. Один из лучших игроков в истории архангельского «Водника».

## Биография
Начал заниматься хоккеем с мячом в 1937 году в составе архангельского «Спартака». С 1938 года выступал за взрослую команду своего клуба.
В 1940 году призван в Красную Армию. Участник Великой Отечественной войны с первого дня. Сержант, командир миномётного расчёта пехотной дивизии. Воевал на Волховском фронте. В 1942 году получил осколочное ранение левой руки, после чего рука практически не двигалась. Был признан инвалидом третьей группы и комиссован из армии. Награждён орденом Славы III степени (1945), орденом Отечественной войны I степени (1985), медалями.
После окончания войны более 15 лет выступал в хоккее с мячом за архангельский «Водник». Завершил игровую карьеру в возрасте 42-х лет. Был лидером атак клуба, с середины 1950-х годов — капитаном и играющим тренером. Финалист Кубка РСФСР 1951 года. Всего в высшей лиге сыграл 121 матч и забил 41 мяч.
Также играл в хоккей с шайбой за архангельские команды «Водник» (1946—1947) и «Спартак» (1947—1948, 1963—1965). В составе «Водника» принимал участие в первом чемпионате СССР в высшей лиге.
После окончания спортивной карьеры работал старшим электромехаником областного радиотелевизионного передающего центра. Помимо военных наград, также награждён Орденом Трудового Красного Знамени (1977).
Скончался 7 сентября 2012 года на 92-м году жизни. Похоронен на кладбище «Южная Маймакса» (Архангельск).